# Trebuh
Trebuh (latinsko abdomen) predstavlja predel telesa med prsnim košem in medenico pri ljudeh in drugih vretenčarjih. Notranjost, ki jo omejuje, predstavlja trebušna votlina. Zgoraj jo omejuje trebušna prepona, spodaj pa rob medenice, ki se razteza od spoja med ledvenim in križnim delom hrbtenice (medvretenčni disk med L5 in S1) do sramne zrasti. Spredaj jo omejuje trebušna stena, zadaj pa peritonealna površina.

## Struktura

### Vsebina
Trebuh vsebuje večino cevastih organov prebavnega trakta kot tudi več trdnih organov. Med votle trebušne organe prištevamo želodec, tanko in debelo črevo s slepičem. Jetra, žolčnik in funkcija trebušne slinavke so v tesni povezavi s prebavnim traktom in komunicirajo z njim preko kanalov. V trebuhu najdemo tudi vranico, ledvice in nadledvične žleze, ki so obkrožene s številnimi krvnimi žilami, vključno z aorto in spodnjo veno cavo. Nekateri anatomi kot trebušne organe štejejo tudi sečni mehur, maternico, jajcevode in jajčnike, drugi pa jih uvrščajo v medenico. Trebuh vsebuje tudi obsežno membrano, ki se imenuje peritonej ali potrebušnica. Ta lahko v celoti pokrije določene organe, nekaterim pa prekrije le eno stran, in sicer tisto, ki se nahaja bližje trebušni steni. Anatomi slednje imenujejo retroperitonealni organi.
Razdelitev:
- Prebavni trakt: želodec, tanko črevo in debelo črevo s slepičem;
- Dodatni organi prebavnega trakta: jetra, žolčnik in trebušna slinavka;
- Sečila: ledvice in sečevoda;
- Drugi organi: vranica;

Trebušni organi so zelo specializirani pri nekaterih živalskih vrstah. Na primer želodec prežvekovalcev (podreda sesalcev) je razdeljen v štiri komore. Pri vretenčarjih je trebuh velika votlina, obdana s trebušnimi mišicami ventralno (spredaj) in lateralno (ob straneh) ter s hrbtenico dorzalno (zadaj). Sprednjo in stranski steni omejujejo tudi spodnja rebra. Trebušna votlina je zgornji del medenične votline. S prsnim košem je v stiku preko trebušne prepone. Strukture, kot so aorta, zgornja vena cava in požiralnik, prehajajo skozi to prepono. Trebušna in medenična votlina sta prevlečeni s serozno membrano, ki se imenuje parietalni peritonej (potrebušnica). Ta membrana se stika z visceralno potrebušnico, ki oblaga organe. Trebuh pri vretenčarjih vsebuje več organov, med drugim tudi prebavni trakt in sečila.

### Mišice
Trebušno steno tvorijo trije sloji mišic. Od zunaj navznoter so to zunanja poševna trebušna mišica, notranja poševna trebušna mišica in prečna trebušna mišica. Prve tri plasti se nahajajo med hrbtenico, spodnjimi rebri, črevničnima grebenoma in sramnico. Vsa njihova vlakna se združijo v smeri vzdolžne osi in obdajajo premo trebušno mišico, preden se na nasprotni strani združijo v fibrozno strukturo, imenovano linea alba. Moč mišic izvira iz mreže vlaken. Vlakna zunanje poševne trebušne mišice namreč potekajo navzdol in naprej, vlakna notranje poševne trebušne mišice navzgor in naprej ter vlakna prečne trebušne mišice vodoravno naprej.
Prečna trebušna mišica je ravna in trikotne oblike, njena vlakna pa potekajo vodoravno oziroma horizontalno. Izvira iz Poupartovega ligamenta. Prema trebušna mišica je dolga in ravna. Obdajajo jo trije fibrozni pasovi. Povzroči lahko dimeljske kile. Piramidna mišica je majhna in trikotne oblike. Nahaja se v spodnjem delu trebuha pred premo trebušno mišico. Pripenja se na sramno kost.

## Funkcija
Funkcionalno je človeški trebuh mesto, kjer se nahaja večina prebavil in tako v njem poteka večina absorbcije in prebave hrane. Prebavni trakt v trebuhu je sestavljen iz spodnjega dela požiralnika, želodca, dvanajstnika, jejunuma, ileuma, slepega črevesa, debelega črevesa in danke. Ostali vitalni organi znotraj trebuha so jetra, ledvice, trebušna slinavka in vranica.
Trebušna stena je razdeljena na posteriorno (zadnjo), lateralni (stranski) in anteriorno (sprednjo) steno.

### Dihanje in druge funkcije
Trebušne mišice imajo različne pomembne funkcije. Pomagajo pri procesu dihanja kot podporne dihalne mišice. Obenem služijo tudi kot zaščita notranjih organov. Nadalje skupaj s hrbtnimi mišicami oblikujejo obliko in s tem držo telesa. Ko je glotis zaprt in sta prsni koš ter medenica fiksirana, sodelujejo pri kašlju, uriniranju, odvajanju blata, rojstvu otroka, bruhanju in petju. Ko je fiksirana le medenica, se trup giblje naprej. Preprečujejo tudi hiperekstenzijo (pretirano raztegnitev). Ko je fiksiran prsni koš, lahko dvignejo medenico.

### Drža
Prečna trebušna mišica je najgloblja mišica, zato se je ni mogoče dotakniti od zunaj. To močno vpliva na telesno držo. Enako velja za notranjo poševno trebušno mišico. Obe sta vključeni v rotacijo in bočno upogibanje hrbtenice in se uporabljata za podporo hrbtenice od spredaj. Zunanja poševna trebušna mišica je bolj površinska in je prav tako vključena v rotacijo in bočno upogibanje hrbtenice, hkrati pa stabilizira hrbtenico, ko je v pokončnem položaju.

## Klinični pomen
Trebušna debelost je bolezensko stanje, pri kateri se med trebušnimi organi nabere preveč trebušne maščobe. To je povezano z večjim tveganjem za srčne bolezni, astmo in sladkorno bolezen tipa 2.
Poškodba trebuha lahko vključuje poškodbe trebušnih organov. S tem se poveča tveganje za hudo izgubo krvi in infekcije. Poškodbe spodnjega dela prsnega koša lahko povzročijo poškodbe vranice in jeter.
Na trebušne organe vpliva veliko bolezni prebavil. Te vključujejo bolezni želodca, jeter, trebušne slinavke, žolčnika in žolčnih vodov. Črevesne bolezni vključujejo enteritis, celiakijo in divertikulitis.

### Pregled
Pri kliničnem pregledu je treba najprej pregledati površje trebuha. Za pregled organov prebavnega trakta se uporablja veliko različnih medicinskih postopkov. Ti vključujejo endoskopijo, kolonoskopijo, sigmoidoskopijo, enteroskopijo, ezofagogastroduodenoskopijo in virtualno kolonoskopijo. Obstajajo tudi številne tehnike za medicinsko slikanje.

## Družba in kultura
Socialne in kulturne predstave o zunanjosti trebuha so različne po vsem svetu. Ponekod je prekomerna teža kazalnik bogastva in prestiža zaradi presežka hrane ali pa kot znak slabega zdravja zaradi pomanjkanja gibanja.

## Vadba
Ključna za podporo hrbtenici in za prispevek k dobri drži je pravilna vadba. Pri tem je treba hkrati aktivirati tako trebušne kot tudi hrbtne mišice, saj se lahko v primeru njihove šibkosti ali prekratke dolžine v nasprotnem primeru poškodujejo, kar se izrazi kot boleč krč. Najpogosteje se za vadbo trebušnih mišic uporablja pilates, joga, tajči ali preprosto tek. Obstajajo tudi posebne vaje za posamezne mišice.

## Druge živali
Nevretenčarski trebuh je zgrajen iz serije zgornjih plošč in spodnjih plošč, ki so povezane s čvrsto raztegljivo membrano.
Pri insektih trebuh vsebuje prebavni trakt in reproduktivne organe. Pri večini redov žuželk je sestavljen iz enajstih segmentov, vendar enajsti pri odraslih žuželkah višjih redov manjka. Pri različnih vrstah najdemo različno število teh segmentov, pri čebelah jih je tako sedem. Pri čebelah, mravljah in osah je prvi segment trebuha zlit s prsnim košem in se imenuje propodeum. Pri skakačih oziroma členonožcih je prisotnih šest segmentov.
Za razliko od drugih členonožcev odrasle žuželke nimajo nog pritrjenih na trebuh. Nekatere vrste sicer imajo rudimentarne priveske podobne nogam, ki se pripenjajo na prve tri trebušne segmente. Veliko ličink žuželk, vključno z nekaterimi vrstami metuljev, imajo na trebušne segmente pripete priveske, ki jim omogačajo boljši oprijem na rastlinah.